# Nikolai Andrejewitsch Tokarew
Nikolai Andrejewitsch Tokarew (russisch Николай Андреевич Токарев; * 3. Novemberjul. / 14. November 1787greg.; † 2. Oktoberjul. / 14. Oktober 1866greg. in St. Petersburg) war ein russischer Bildhauer.

## Leben
Tokarew wurde als Elfjähriger in St. Petersburg in das Alumnat der Kaiserlichen Akademie der Künste (IACh) aufgenommen. Nach dem Abschluss der Schulausbildung studierte er ab 1798 an der IACh. Für seine Arbeiten erhielt er 1809 eine Kleine Silbermedaille, 1811 eine Große Silbermedaille (Basrelief Wladimir und Rogneda) und 1812 eine Kleine Goldmedaille (Reliefprogramm zu Kusma Minin), worauf er das Studium mit einem Zeugnis 1. Klasse abschloss. Er arbeitete dann dort fünf Jahre lang als Stipendiat der IACh und wurde zum Zeichenlehrer der akademischen Klassen ernannt. Für das Programm zur Kreuzigung des Apostels Andreas erhielt er 1815 die Große Goldmedaille.
1819 wurde Tokarew für sein Programm zu Odysseus von der IACh zum Akademiker ernannt. 1825–1859 betreute und restaurierte er in der IACh die antiken und modernen Statuen und auch die Abgüsse und Gussformen. Er wurde 1834 Zeichenlehrer der Gips-Klassen und 1851 Aufseher der Zeichen-Klassen.
Für den 1827–1834 in St. Petersburg gebauten Narva-Triumphbogen schuf Tokarew die 8 Genien des Sieges an der Attika. Tokarew war auch an dem Projekt zur Errichtung eines Denkmals für den Grafen Platow in Nowotscherkassk anlässlich dessen 100. Geburtstags beteiligt. Die Platow-Statue hatte Anton Iwanowow modelliert, der aber 1848 starb. Tokarew fertigte nun die Statue an, und Peter Clodt von Jürgensburg führte den Guss durch. Das Denkmal wurde 1853 eingeweiht. Nach der Oktoberrevolution wurde das Denkmal 1923 demontiert, und die Statue wurde in das Museum der Geschichte der Donkosaken gebracht, während der Sockel für ein Lenin-Denkmal benutzt wurde. 1933 wurde die Platow-Statue eingeschmolzen. Nach der Genehmigung des Ministerrats der RSFSR 1988 für das Projekt des Bildhauers A. A. Sknarin zur Restaurierung des Platow-Denkmals in Nowotscherkassk schuf der Moskauer Bildhauer Alexander Tarassenko die neue Platow-Statue entsprechend deń alten Plänen und Abbildungen. Das wiederhergestellte Denkmal wurde 1993 eingeweiht.
1859 entließ die IACh Tokarew altershalber aus ihrem Dienst.

## Werke (Auswahl)

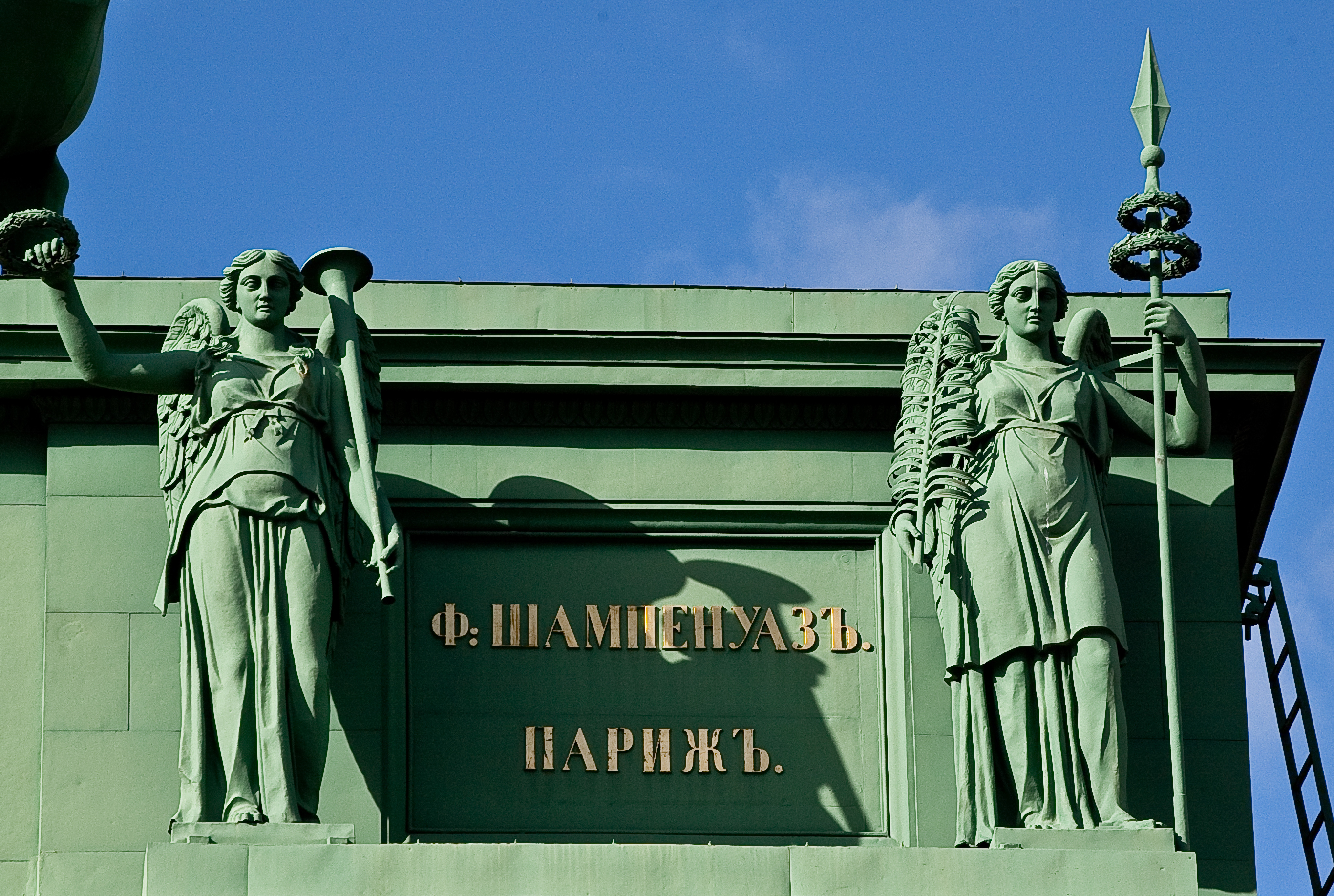
Genien des Sieges, Narva-Triumphbogen, St. Petersburg
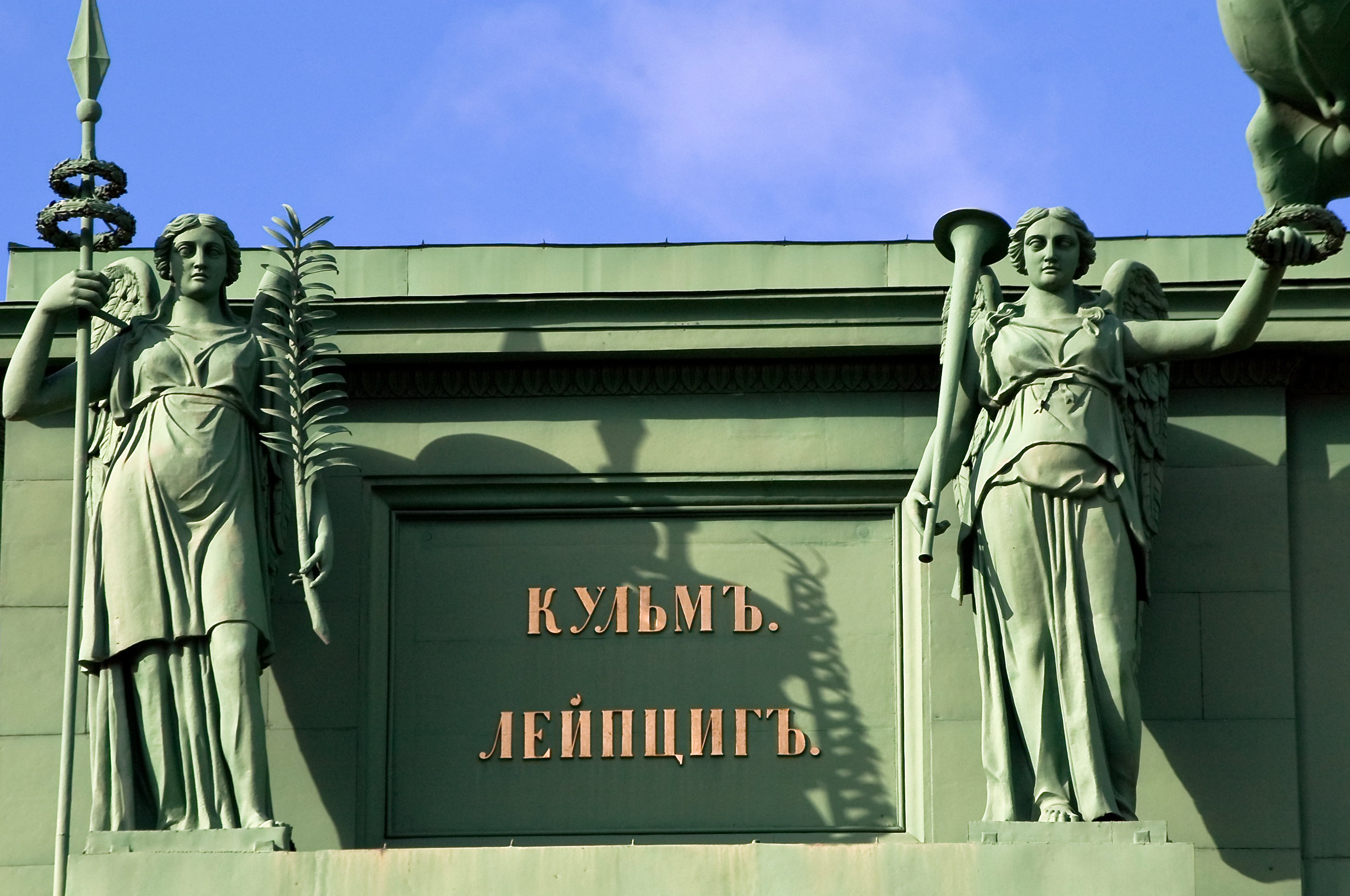
Genien des Sieges, Narva-Triumphbogen, St. Petersburg
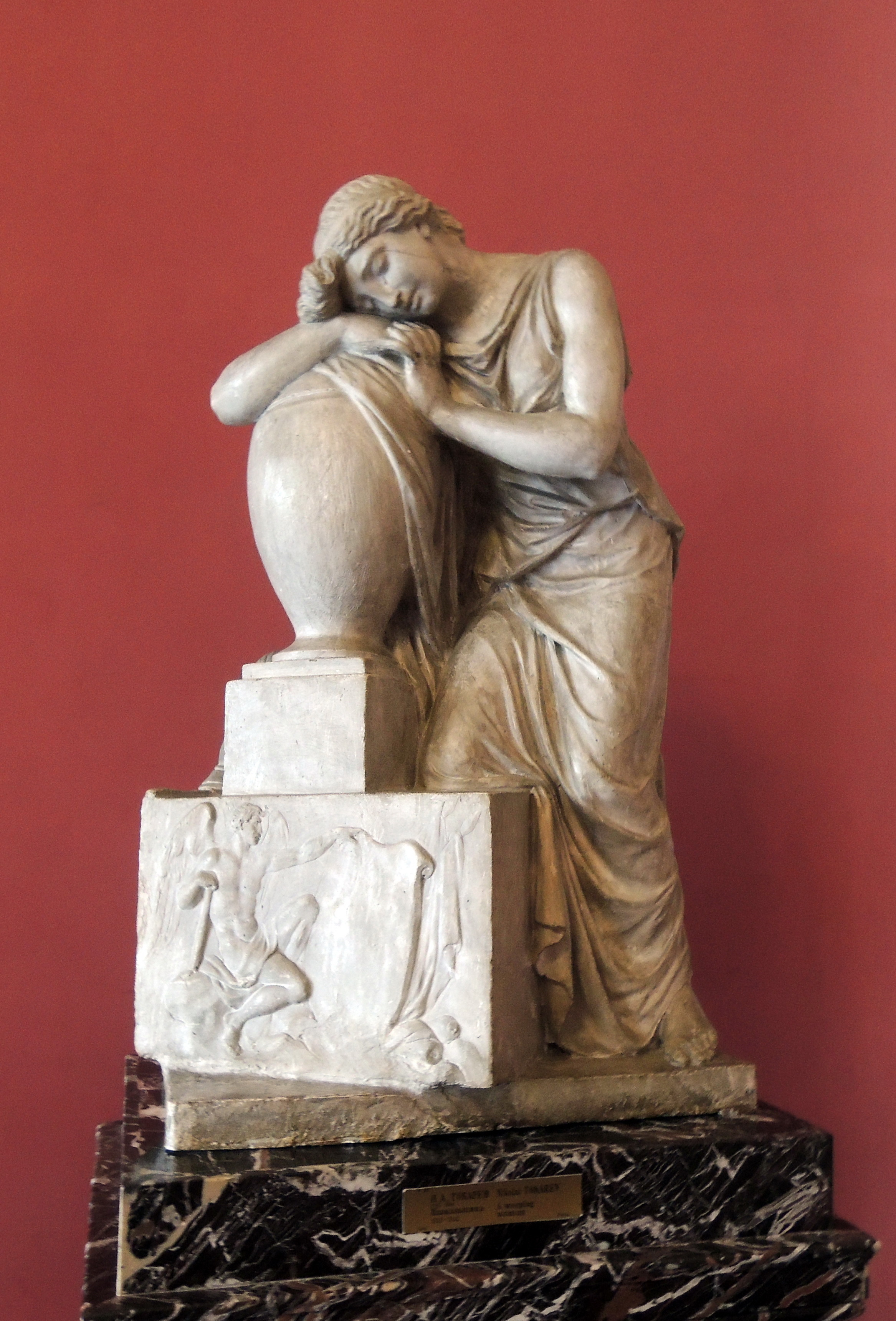
Klagende (1839–1840, Gips), Russisches Museum
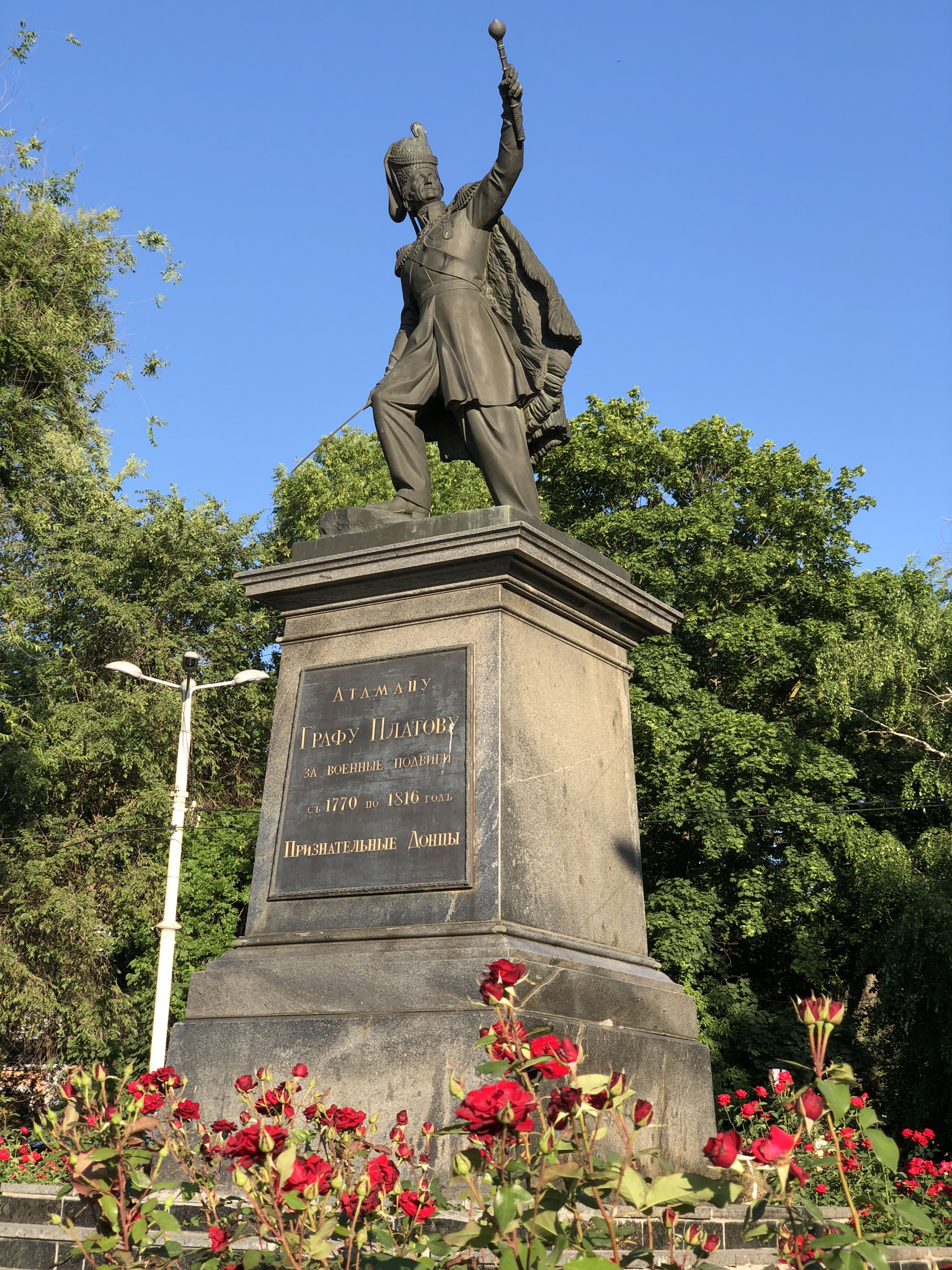
Platow-Denkmal, Nowotscherkassk